# Daber
Daber je naselje v Občini Tolmin.